# Prostemmiulus leucus
Prostemmiulus leucus är en mångfotingart som beskrevs av Chamberlin 1943. Prostemmiulus leucus ingår i släktet Prostemmiulus och familjen Stemmiulidae. Inga underarter finns listade i Catalogue of Life.